# Ейно Тамберґ
Ейно Тамберґ (ест. Eino Tamberg; *27 травня 1930, Таллінн — †24 грудня 2010, Таллінн) — естонський композитор.